# Tankred i Klorynda
Tankred i Klorynda – grupa rzeźbiarska z białego marmuru, wykonana we Florencji na zamówienie króla Stanisława Augusta Poniatowskiego pod koniec XVIII wieku, znajdująca się obecnie w Puławach na terenie zespołu pałacowo-parkowego.
Rzeźba przedstawia bohaterów rozgrywającego się w epoce krucjat włoskiego poematu autorstwa Torquato Tasso "Jerozolima wyzwolona" z 1581. Ukazuje moment śmierci Saracenki Kloryndy na rękach kochającego ją krzyżowca Tankreda, który wcześniej, nieświadomy, z kim walczy, zadał jej śmiertelne rany. Napis na pomniku głosi: ”Giniesz, śliczna Kloryndo, od miłosnej dłoni, a twój Tankred nad własnym zwycięstwem łzy roni”. 
Grupa „Tankred i Klorynda” stanowiła przykład najnowszych trendów romantycznych w rzeźbie. Prezentując uniwersalny temat tragicznej miłości sięgnięto tu do tradycji średniowieczno – renesansowej. 
Rzeźbę wykonał prawdopodobnie Francesco Lazzaroni, a była przeznaczona dla parku łazienkowskiego w Warszawie. W Łazienkach została  ustawiona około 1791 w pobliżu Starej Pomarańczarni, a następnie, przed 1795, przeniesiono ją w okolice Amfiteatru i Salonu Tureckiego. Po śmierci króla jego spadkobierca, książę Józef Poniatowski, sprzedał rzeźbę (w 1806) księciu B. Jabłonowskiemu, który podarował ją następnie Izabeli i Adamowi Kazimierzowi Czartoryskim. Przewieziony do Puław posąg miał być ustawiony w ciągu jednej nocy przed oknami pałacowymi jako prezent na imieniny księżnej Izabeli. Posąg stał poniżej skarpy w prześwicie widokowym z pałacu na Kępę. W 1831, po konfiskacie pałacu i parku przez rząd carski, rzeźbę wraz z zespołem innych zabytków udało się wywieźć siostrze księcia Adama Jerzego Czartoryskiego, Zofii z Czartoryskich Zamoyskiej, do swojej posiadłości w Podzamczu koło Maciejowic. Posąg powrócił do Puław dopiero w 1947.  
Oryginał rzeźby znajduje się wewnątrz Altany Chińskiej na terenie zespołu pałacowo-parkowego. Wierną kopię rzeźby wykonaną przez Andrzeja Pruskiego można oglądać w Łazienkach Królewskich w Warszawie.